# دمعة وابتسامة
دمعة وابتسامة هو كتاب لجبران خليل جبران، عبارة عن مجموعة من المقالات والقصص الوعظية والرمزية، وبعض القصائد النثرية، كتبها جبران لجريدة «المهاجر» ما بين 1903 و1908، وجُمعت ونُشرت لأوّل مرّة في كتاب واحد عام 1914.
بأسلوبه السهل، ولغته المتحرّرة، والإيقاع الموسيقي الذي لا يغيب عن نصٍّ من نصوصه، والحبّ والوجود.

## وصلات خارجية
- آراء القراء على موقع goodreads حول دمعة وابتسامة